# Jennifer Ward (Diplomatin)
Jennifer Claudette Ward (* 29. Januar 1944 in Worcestershire) ist eine US-amerikanische Diplomatin und Hochschullehrerin.

## Leben
Jennifer Ward studierte Geschichte am Vassar College, wo sie Mitglied von Phi Beta Kappa wurde. Dieses Studium schloss sie 1965 summa cum laude mit einem Bachelor of Arts ab. Danach studierte sie Geschichte an der University of California, Los Angeles, die sie mit einem Master of Arts verließ.
Ward arbeitete von 1968 bis 1971 für die Bildungsorganisation Education and World Affairs in New York City. Anschließend war sie bis 1973 am Medgar Evers College der City University of New York tätig, wo sie Sozialwissenschaften unterrichtete und Assistentin des Vizepräsidenten für akademische Angelegenheiten war. Sie wirkte von 1975 bis 1978 als Direktorin für Hochschulzulassungen, als stellvertretende Direktorin des Graduiertenprogramms sowie als Lektorin für öffentliche und internationale Angelegenheiten an der Woodrow Wilson School of Public and International Affairs der Princeton University. Im Jahr 1976 machte sie einen Ph.D. in Geschichte an der University of California, Los Angeles.
Jennifer Ward war von 1978 bis 1979 als Personaldirektorin des Unterausschusses für Afrika des Committee on Foreign Affairs beim Repräsentantenhaus beschäftigt. Im Jahr 1979 arbeitete sie als Beraterin für Sicherheitsfragen zu Afrika im Verteidigungsministerium. Noch im selben Jahr trat sie in den Dienst des Außenministeriums. Dort arbeitete sie zunächst als Vizedirektorin des Büros für inter-afrikanische Angelegenheiten des Assistant Secretary of State for African Affairs. Ward wurde 1981 Botschaftsrätin an der Botschaft der Vereinigten Staaten in Kinshasa in Zaire. Anschließend war sie ab 1983 in verschiedenen Leitungsfunktionen im Außenministerium in Washington, D.C. beschäftigt. Ferner wurde sie Mitglied der Denkfabrik Council on Foreign Relations.
Von 1986 bis 1989 wirkte sie als stellvertretende Leiterin der US-Botschaft in Dakar in Senegal. Sie war danach von 1989 bis 1991 Botschaftsrätin für politische Angelegenheiten an der US-Botschaft in Kingston in Jamaika. Jennifer Ward wurde 1991 als Nachfolgerin von Carl Cundiff Botschafterin der Vereinigten Staaten in Niamey in Niger. Sie war die erste Frau in dieser Funktion. Im Jahr 1993 wurde sie von John Davison abgelöst.
Ward arbeitete ab 1999 an der Edmund A. Walsh School of Foreign Service der Georgetown University. Dort war sie Vizedekanin für Programme und Studien sowie Direktorin des Georgetown Leadership Seminar. Zudem erwarb sie an dieser Universität ein Zertifikat, um Englisch als Zweitsprache zu unterrichten. Dies tat sie dann an der Georgetown University, an der Katholischen Universität von Amerika, an der Johns Hopkins University und am Montgomery College. Außerdem lehrte sie Englisch für akademische Zwecke am Columbian College of Arts and Sciences der George Washington University und leitete einen Graduiertenschreibkurs an der Elliott School of International Affairs der George Washington University.